# Judith Coplon
Judith Coplon Socolov, née le 17 mai 1921 à Brooklyn, New York City, États-Unis et morte le 26 février 2011 à Manhattan, est une espionne américaine pour le compte de l'Union soviétique. Ses procès, condamnations, et ses recours réussis contre les décisions de justice ont une influence profonde sur les poursuites judiciaires pour espionnage pendant la guerre froide,.

## Jeunesse
Le père de Judith Coplon, Samuel Coplon, est fabricant de jouets et sa mère, Rebecca Moroh, une modiste. Judith Coplon étudie à l'école publique Joseph F. Lamb de Brooklyn. Au lycée, elle remporte un prix de citoyenneté et obtient une bourse pour la faculté d'arts libéraux Barnard College. Elle s'y spécialise en histoire et rejoint la Ligue des jeunes communistes. En 1943, elle obtient son diplôme avec mention.
Elle est recrutée comme espionne soviétique à l'Université Columbia par Flora Wovschin et Marion Davis Berdecio.

En 1944, Coplon obtient un emploi au ministère américain de la Justice. Elle est mutée dans l'unité Foreign Agents Registration (enregistrement des agents étrangers), où elle a accès aux informations de contre-espionnage, et est présumée recrutée comme espionne par le NKGB à la fin de 1944.

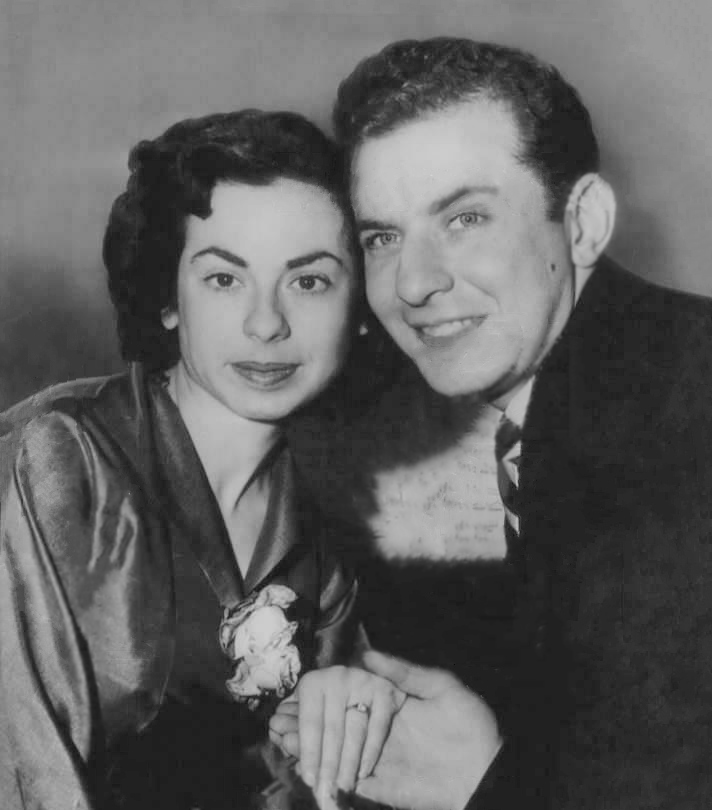
Coplon et Socolov 1950

## Espionnage

### Recrutement
Coplon est recrutée comme espionne pour le compte de l'URSS au début de l’année 1945. Coplon rencontre Vladimir Pravdine, le chef de la station NKVD à New York le 4 janvier 1945. Pravdin' est impressionné par Coplon qu'il décrit comme « une fille très sérieuse, timide, profonde, idéologiquement proche de nous ». Il poursuit :

« Nous n'avons aucun doute sur la sincérité de son désir de travailler avec nous. Au cours de la conversation (Coplon) a souligné combien elle appréciait l'importance que nous lui accordions et que, sachant maintenant pour qui elle travaillait, elle redoublerait d'efforts. Au tout premier stade de son travail (Coplon) pensait qu'elle aidait les compatriotes locaux (le parti communiste des États-Unis). [...] Elle pensait que les choses qu'elle avait acquises ne pouvaient pas avoir un intérêt pour les compatriotes mais le pourraient pour une organisation comme le Komintern ou une autre institution entretenant une relation avec nous. Elle a ajouté qu'elle espérait travailler pour nous car elle considérait que c'était le plus grand honneur d'avoir l'opportunité de nous fournir une aide modeste. »

Bientôt, elle est recrutée comme espion soviétique (nom de code Sima).
Coplon est devenu l'un des informateurs les plus appréciés du NKVD. Son principale attention portait sur la principale archive de contre-espionnage du ministère de la Justice qui rassemblait des informations des différentes agences gouvernementales : FBI, OSS et renseignements naval et militaire. Elle transmet à son contact au NKVD un certain nombre de documents des archives, y compris des documents du FBI sur les organisations soviétiques aux États-Unis et des informations sur les dirigeants du Parti communiste des États-Unis.

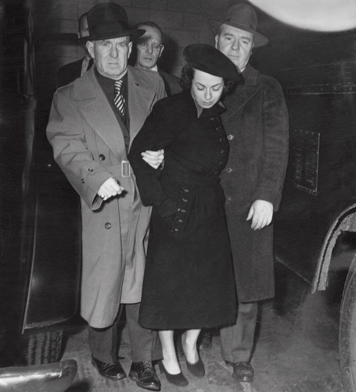
Le FBI arrête Judith Coplon le 4 mars 1949

Le FBI s'intéresse à Coplon en raison d'un message décodé par le projet Venona à la fin de 1948. Coplon est appelée, aussi bien dans les messages Venona que dans les dossiers du renseignement soviétiques, sous le nom de code « SIMA ». Elle est la première personne jugée grâce au projet Venona, mais pour des raisons de secrets, les renseignements Venona ne sont pas dévoilés lors de son procès.
FBI Special Agent Robert Lamphere testified at her trial that suspicion had fallen on Coplon because of information from a reliable "confidential informant."[8] An extensive counterintelligence operation planted a secret document for her to pass to the Soviets. FBI agents arrested Coplon on March 4, 1949, in Manhattan, as she met with Valentin Gubitchev, a KGB official employed by the United Nations while she was carrying what she believed to be secret US government documents in her purse.[3][8] 
L'agent spécial du FBI Robert Lamphere témoigne lors de son procès que Coplon a été soupçonnée en raison d'informations données par un « informateur confidentiel » fiable. Dans une opération de contre-espionnage approfondie, un document secret lui a été communiqué en anticipant qu'elle le transmettrait aux Soviétiques. Des agents du FBI ont arrêté Coplon le 4 mars 1949, à Manhattan, alors qu'elle rencontrait Valentin Gubitchev, un officiel du KGB employé par les Nations Unies et qu'elle transportait dans son sac à main ce qu'elle croyait être des documents secrets du gouvernement américain,.

### Procès et appels
En 1949, trois grandes affaires contre des communistes débutent aux États-Unis : Coplon (1949-1967), Hiss et Chambers (1949-1950) et le procès des dirigeants du Parti communiste dirigeants en vertu du Smith Act (en) (1949-1958).
L'avocat de Coplon est Archibald Palmer et celui de Gubitchev est Abraham Pomerantz.
Coplon est condamnée dans deux procès séparés, un pour espionnage qui a commencé le 25 avril 1949 et un autre pour association de malfaiteurs avec Gubitchev en 1950. Les deux condamnations ont par la suite été annulées en appel en 1950 et 1951 respectivement .
La cour d'appel, siégeant à New York, conclut que, bien que les preuves montrent qu'elle est coupable, des agents du FBI ont menti sous serment au sujet de la mise sur écoute de son téléphone. De plus, le jugement conclut que le défaut d'obtention d'un mandat n'était pas justifié. Le tribunal annule le verdict, mais ne rejette pas l'acte d'accusation.
Dans l'appel du procès de Washington, le verdict est confirmé, mais en raison de la possible écoute téléphonique, un nouveau procès est devenu impossible. Les irrégularités juridiques rendent impossible un nouveau procès, et le gouvernement a finalement abandonné les poursuites en 1967.
Les procès de Coplon attirent l'attention aux États-Unis. Après son arrestation mais avant ses procès Coplon reçoit une attention particulière de la part des médias.

### Traitement dans la presse
Gertrude Samuels écrit pour le New York Times, et remet en question la situation :

« Pourquoi certaines personnes deviennent-elles des traîtres? Qu'est-ce qui transforme certains Américains nés dans le pays, ainsi que des citoyens naturalisés, en Benedict Arnold et Quislings ? Qu'est-ce qui les motive à trahir leur pays et eux-mêmes? »

Samuels étudie quatre types de traîtres: les professionnels, les gens fidèles à leur pays natal, les cinglés et les idéalistes. Dans ce dernier groupe, elle nomme Elizabeth Bentley et Whittaker Chambers. Pour comprendre ce groupe, soutient-elle, il faut comprendre leur désir de justice sociale, des raisons « hors de la compétence du FBI » alors que « peu de juges se préoccupent des motivations ». Le rédacteur en chef du NYT Book Review, Sam Tanenhaus, écrit en mars 2011:

« Au moment de son procès, Mme Coplon suscita beaucoup d'intérêt, en particulier dans la presse à scandales de l'époque. Diplômée avec mention de Barnard College, âgée de 27 ans, employée dans la section de la sécurité intérieure du ministère de la Justice, elle donnait l'impression d’être l'employée gouvernementale modèle d'après-guerre, vêtue de pulls douillets et de jupes New Look avec la sorte d'attention que les apparitions d'audience de Lindsay Lohan attirent aujourd'hui. »

## Vie après les procès
En 1950, Coplon épouse l'un de ses avocats, Albert Socolov, et ils restent mariés jusqu'à sa mort en 2011. Le couple a eu quatre enfants,,.
Elle retourne dans l'anonymat une fois les procès terminés et obtient un master en éducation, publie des livres bilingues, donne des cours aux femmes en prison et gère deux restaurants mexicains à Manhattan avec son mari.